# Мироджов, Гиёсудин Кутбудинович
Гиёсудин Кутбудинович Мироджов (тадж.  Ғиёсудин Қутбудинович Мироҷов, род. 1944 году) — заслуженный деятель науки Таджикистана (1999), академик Академии наук Республики Таджикистан (2001). Лауреат премии имени Е. Н. Павловского Академии наук Республики Таджикистан (2003). Доктор медицинских наук (1982), профессор (2009).

## Биография
- 1968 — окончил Таджикский государственный медицинский институт им. Абуали ибн Сино по специальности «гастроэнтерология».
- 1972—1995 — старший научный сотрудник, заместитель директора Института гастроэнтерологии Академии наук Республики Таджикистан.
- 1991 — избран членом-корреспондентом АН Республики Таджикистан по специальности “гастроэнтерология”.
- 1995—2000 — начальник управления науки и научных учреждений Министерства здравоохранения Республики Таджикистан.
- 2000—2009 — директор Института гастроэнтерологии АН Республики Таджикистан.
- 2001—2005 — академик-секретарь Отделения биологии и медицинских наук АН Республики Таджикистан.
- 2009—2011 — президент Академии Медицинских Наук при Министерстве здравоохранения Республики Таджикистан.
- С 2009 — директор Института гастроэнтерологии АМН при Министерстве здравоохранения Республики Таджикистан.

## Научная и творческая деятельность
Основные направления научной деятельности: гастроэнтерология, внутренние болезни.

## Награды
- Заслуженный деятель науки и техники Таджикистана (1999).
- Лауреат премии им. Е. Н. Павловского АН РТ (2003).[1]